# Humphreys Monoplane No. 2

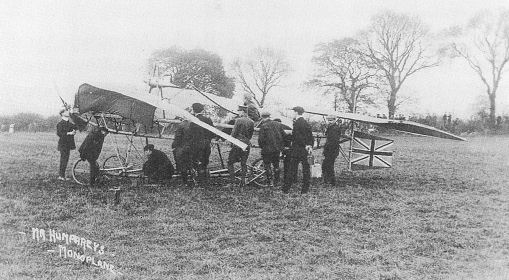
Humphreys Monoplane No. 2

Humphreys Monoplane No. 2 – samolot zaprojektowany i zbudowany przez brytyjskiego pioniera awiacji Jacka Humphreysa w 1909 roku. Z racji dużych rozmiarów samolotu znany był on jako „Elephant” („Słoń”).

## Tło historyczne
Po niepowodzeniu pierwszego samolotu Wivenhoe Flyer zbudowanego w latach 1908-1909 przez „Szalonego Dentystę” Jacka Humphreysa, w 1909 roku założył on konsorcjum, które miało sfinansować jego następny samolot wystawiony do konkursu „Daily Mail” na pierwszy brytyjski samolot, który pokona jedną milę. Także ten samolot (Humphreys Monoplane No. 1) okazał się nieudany, a sama nagroda została zdobyta 30 listopada 1909 roku przez Johna Brabazona w samolocie Short Biplane No. 2.
Konstrukcja trzeciego samolotu Humphreysa rozpoczęła się najprawdopodobniej jeszcze w tym samym roku w hangarze w Wivenhoe i została ukończona w roku 1910 w Brooklands.
No. 2 był prawdopodobnie zaprojektowany i zbudowany jako nowy samolot, ale według innych źródeł był tylko naprawionym i zmodyfikowanym poprzednim samolotem Humphreysa, a nie nową maszyną.

## Opis konstrukcji
Humphreys Monoplane był jednosilnikowym jednopłatem o skrzydle w układzie górnopłatu. Nie zachowały się prawie żadne szczegółowe informacje dotyczące jego rozmiarów i osiągów.
Samolot napędzany był 50-konnym silnikiem Green w układzie ciągnącym (60-konnym według innych źródeł). Rozpiętość skrzydeł samolotu szacowana jest na 48 stóp (14,6 m).

## Historia

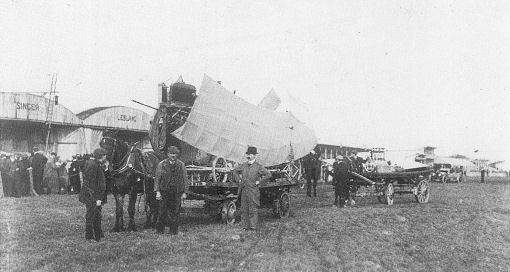
Humphreys Monoplane No. 2 w Blackpool, 1910 r.

Budowę samolotu rozpoczęto w Wivenhoe i prawdopodobnie ukończono już w Brooklands w 1910 roku. Był to wówczas największy samolot na brooklanskim aerodromie i z racji jego rozmiarów znany był jako „Elephant” („Słoń”).
Pierwszy udany lot samolotu odbył się 9 października 1910 roku, za jego sterami zasiadał Jack Humphreys. W tym, lub późniejszym locie, samolot spadł na skrzydło i został uszkodzony. Samolot został zaprezentowany na pikniku lotniczym 1910 Blackpool Meeting, ale tylko jako eksponat statyczny i nie dokonał on żadnego lotu.
Samolot latał jeszcze przynajmniej w 1911 roku. Według naocznych świadków odrywał się od ziemi już przy połowie mocy silnika, ale z racji źle wyliczonego środka ciężkości często startował z jednym lub dwoma pasażerami siedzącymi na krawędzi natarcia skrzydła. Samolotem latał między innymi Charles Gordon Bell, późniejszy as myśliwski z okresu I wojny światowej.